# Chiese di Bardi
Per chiese di Bardi si intendono gli edifici di culto cristiani del comune di Bardi.

## Edifici religiosi nel capoluogo

### Chiesa di Santa Maria Addolorata

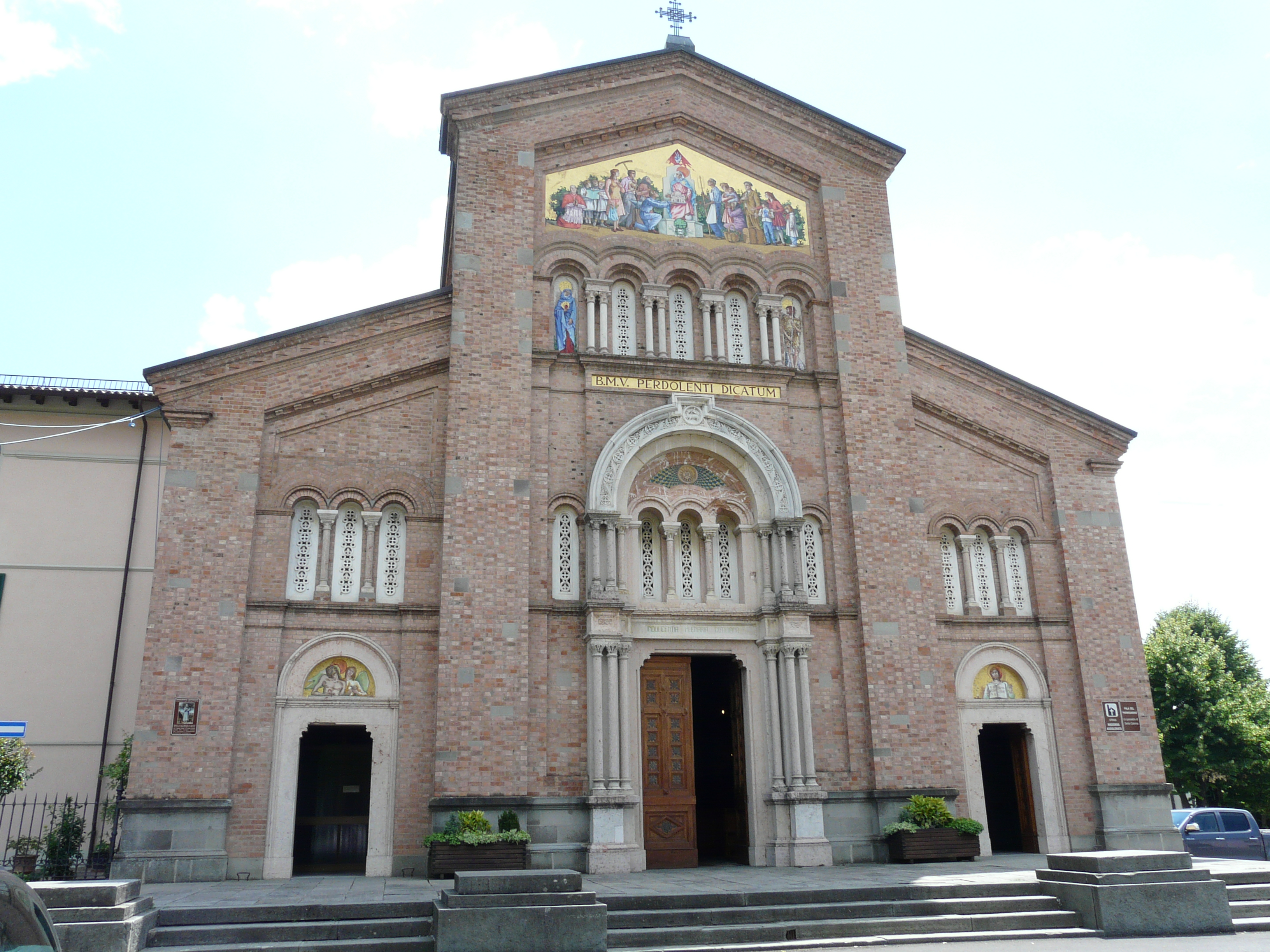
Chiesa di Santa Maria Addolorata

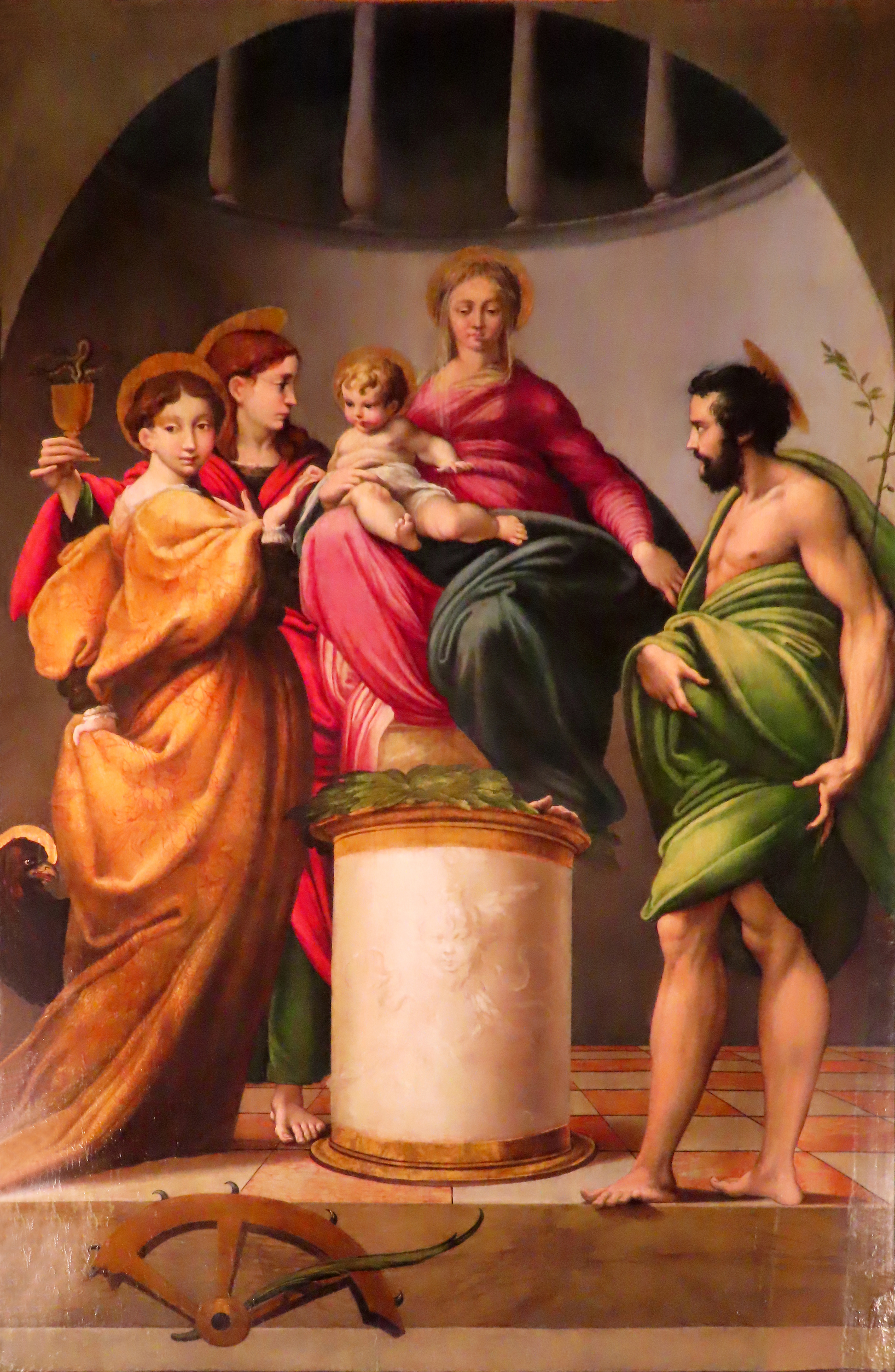
Parmigianino, Sposalizio di santa Caterina e i santi Giovanni Evangelista e Giovanni Battista, 1521-1522, Chiesa di Santa Maria Addolorata

Edificato in stile neobizantino tra il 1932 e il 1934 su progetto dell'architetto Camillo Uccelli, il tempio sorge sul luogo della quattrocentesca chiesa della Visitazione di Nostra Signora, annessa al convento dei serviti soppresso nel 1805; al suo interno sono conservate numerose opere di pregio, tra cui la statua seicentesca dell'Addolorata attribuita al Berni, due crocifissi del XV secolo, arredi, paramenti sacri e, tra i dipinti, un Sant'Andrea del XVII secolo, il Busto della Vergine del pittore seicentesco Francesco Nuvolone detto "il Panfilo" e soprattutto lo Sposalizio di santa Caterina e i santi Giovanni Evangelista e Giovanni Battista, meglio nota come Pala di Bardi, opera giovanile del Parmigianino, realizzata tra il 1521 e il 1522.

### Chiesa di San Giovanni Battista

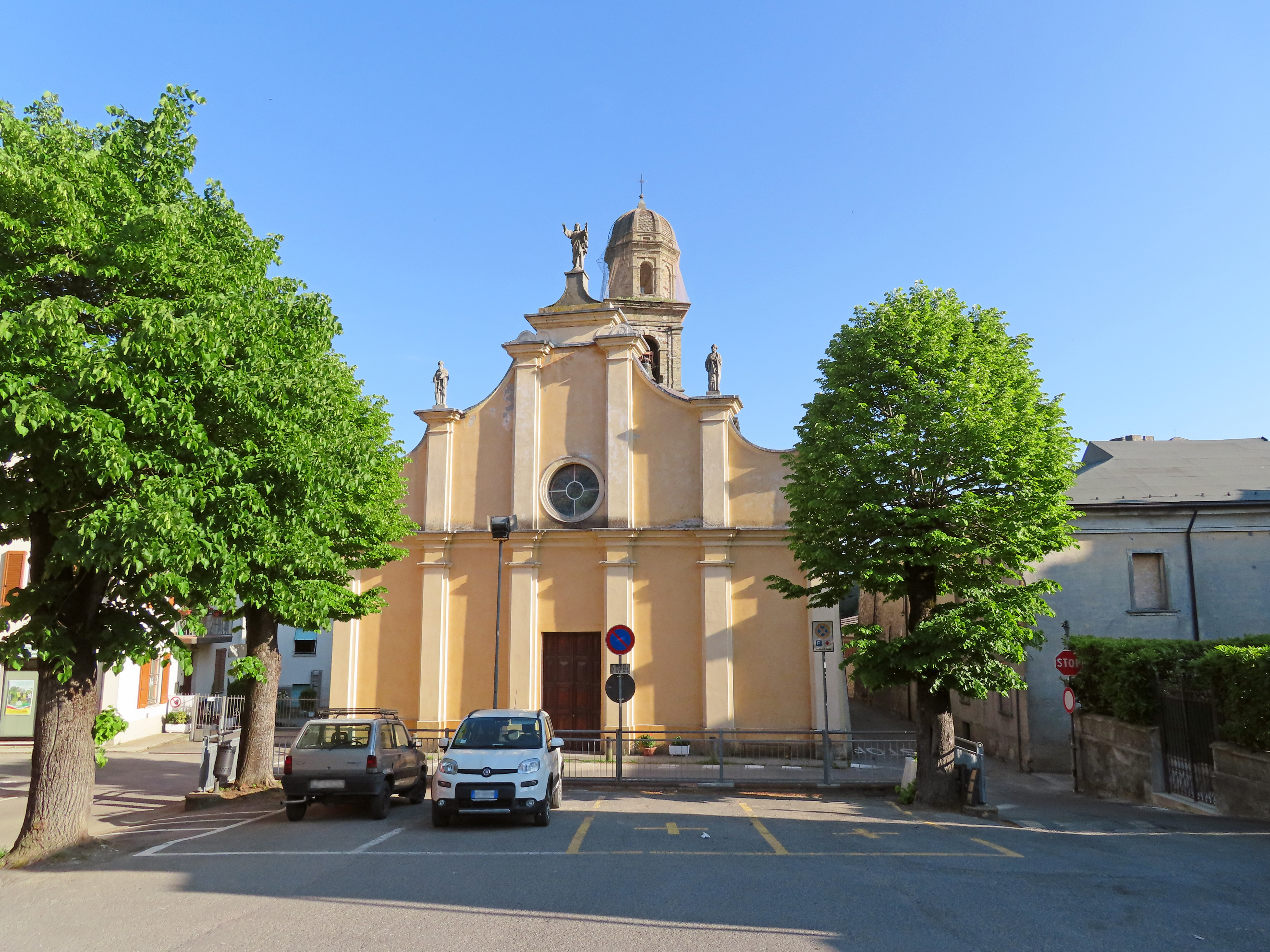
Chiesa di San Giovanni Battista

Edificata tra il 1500 e il 1503 dai frati serviti, la chiesa, restaurata nel 1571, fu consacrata nel 1589; ricostruita nella zona absidale nel 1688, fu arricchita verso il 1756 della facciata barocca e delle decorazioni a stucco rococò degli interni, e, tra il 1830 e il 1832, fu completata nei fianchi e dotata di nuova torre campanaria; il tempio, decorato sulla sommità del prospetto principale da statue ottocentesche raffiguranti santi, conserva al suo interno alcune opere di pregio, risalenti al XVII e XVIII secolo.

### Santuario della Madonna delle Grazie

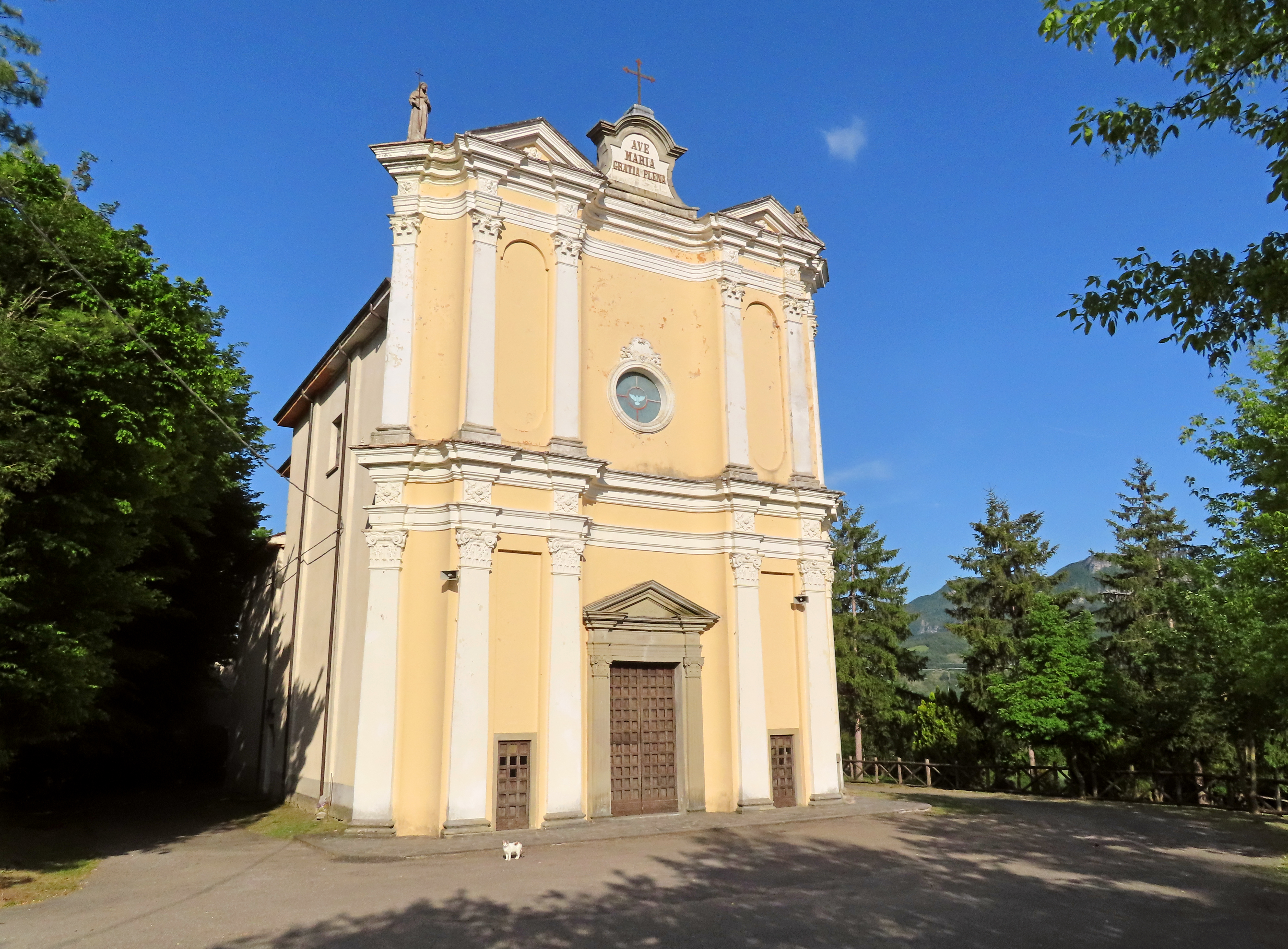
Santuario della Madonna delle Grazie

Edificata tra il 1774 e il 1779 sul luogo di un piccolo oratorio duecentesco dedicato a san Biagio, la chiesa neoclassica fu ristrutturata nel 1883 con la costruzione di una nuova facciata neobarocca ed elevata nel 1889 a santuario mariano dal papa Leone XIII, col titolo di "Santuario della val Ceno"; al suo interno, completamente decorato con affreschi a trompe-l'œil raffiguranti finte architetture classiche, sono conservate alcune opere d'arte settecentesche, tra cui due oli di Antonio Bresciani e una statua della Madonna del Rosario attribuita a Jan Hermansz Geenaert.

### Chiesa di San Francesco

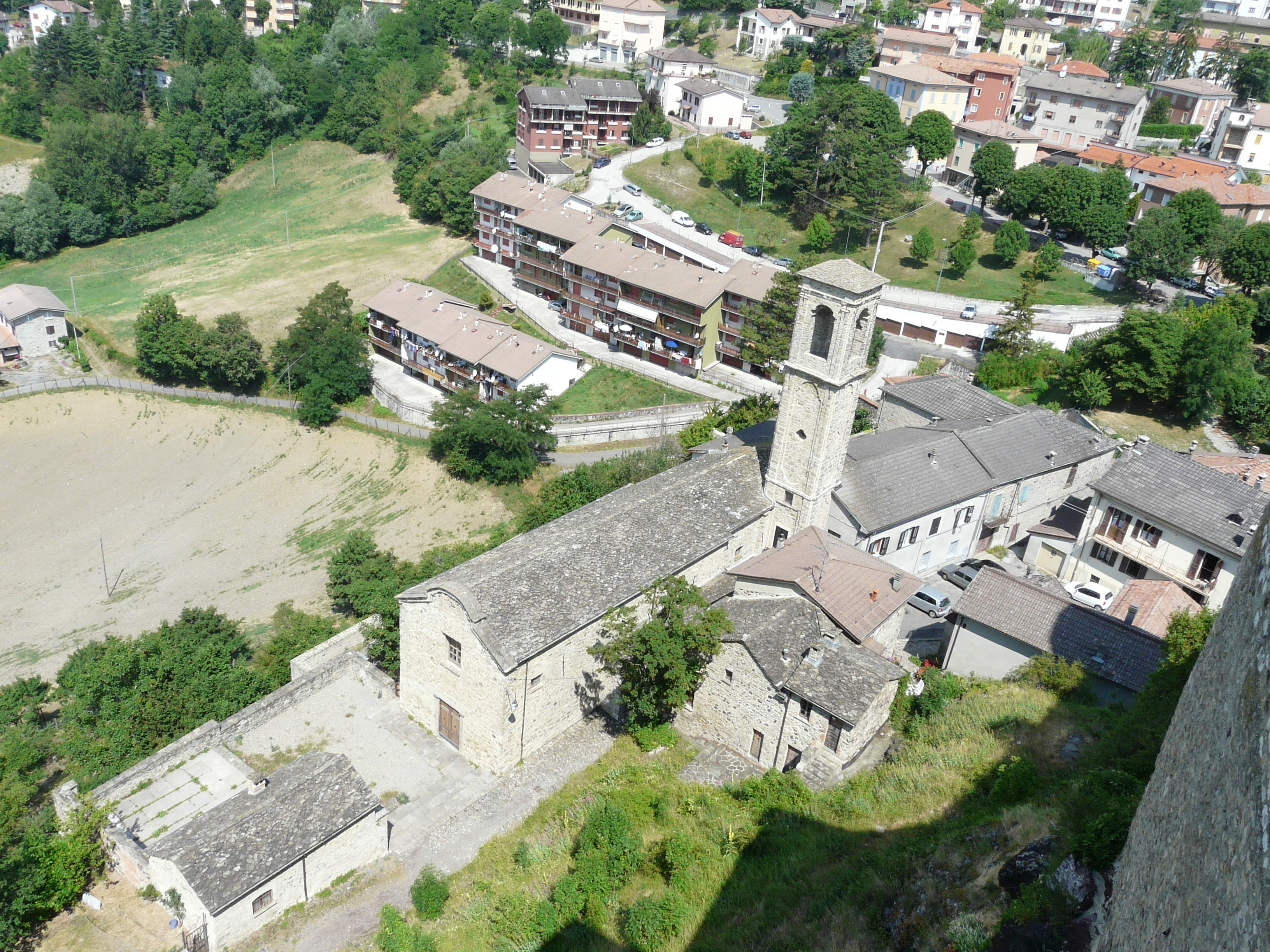
Chiesa di San Francesco

Edificata originariamente tra il 1571 e il 1579 quale cappella funeraria della famiglia Landi, la chiesa fu ceduta nel 1611 ai frati francescani, che trasformarono in monastero l'annesso ospedale cinquecentesco; completamente ricostruito in stile barocco tra il 1701 e il 1722 per volere del duca Francesco Farnese, il complesso fu confiscato nel 1805 e alienato a privati, a causa della soppressione napoleonica degli ordini religiosi; il convento fu adibito ad abitazione e frazionato, mentre il tempio, utilizzato quale oratorio fino agli inizi del XX secolo, fu successivamente sconsacrato e trasformato in magazzino e forno, perdendo tutte le ricche decorazioni settecentesche della navata; abbandonato dopo il 1960, l'edificio fu restaurato e trasformato in auditorium comunale, gestito dal "Centro Studi della Valle del Ceno".

### Oratorio di San Siro

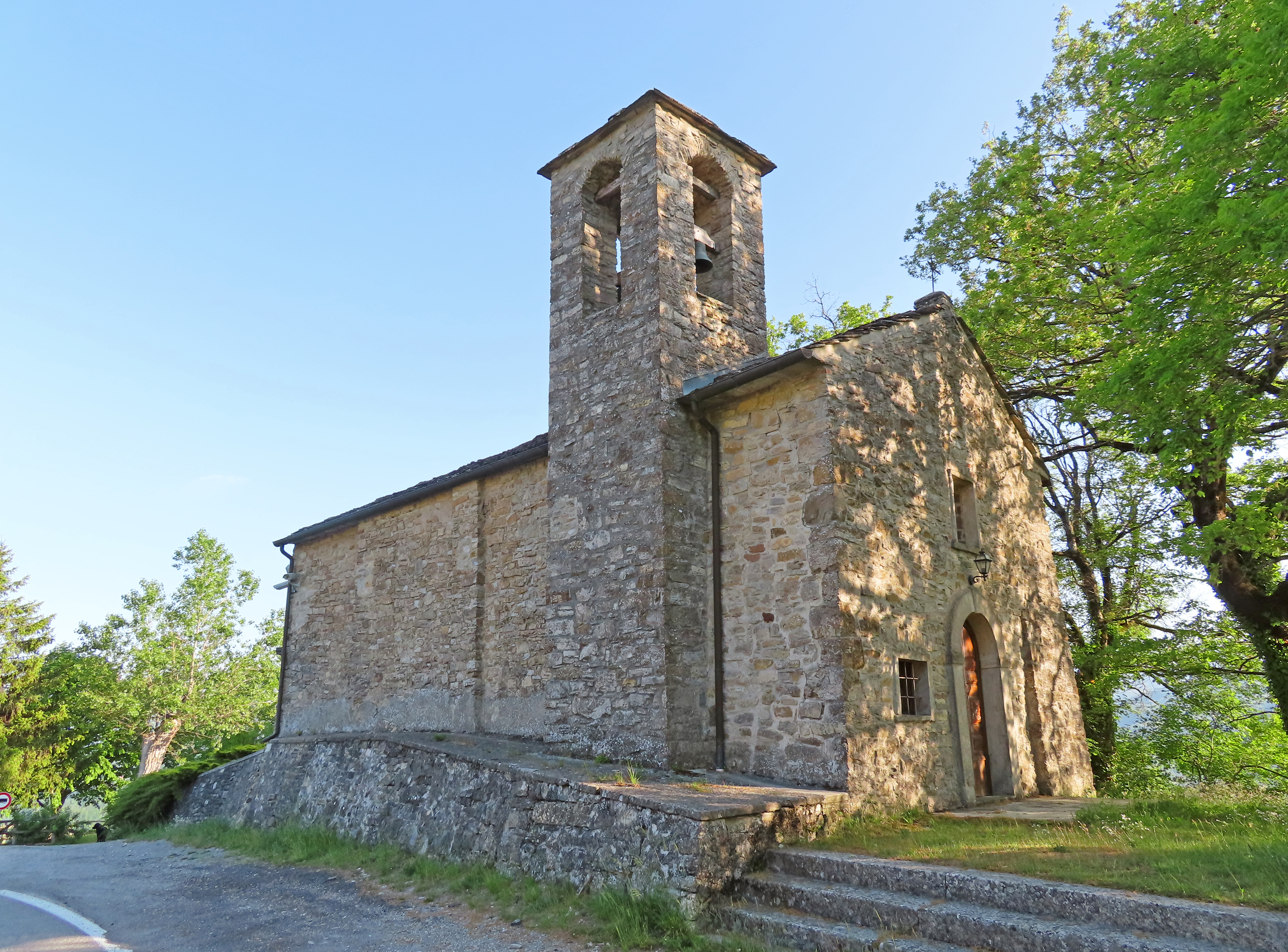
Oratorio di San Siro

Edificato in stile romanico in epoca ignota, forse già nell'VIII secolo, oppure nell'XI o XII, in seguito l'oratorio fu modificato più volte; ampliato e intonacato negli interni nell'ultima ristrutturazione del 1849, il piccolo e rustico edificio, intitolato al Santo Nome di Maria, ospita la copia del Busto della Vergine, dipinto nel XVII secolo dal pittore Francesco Nuvolone detto "il Panfilo" e conservato in originale nella chiesa di Santa Maria Addolorata.

### Oratorio della Beata Vergine di Pompei

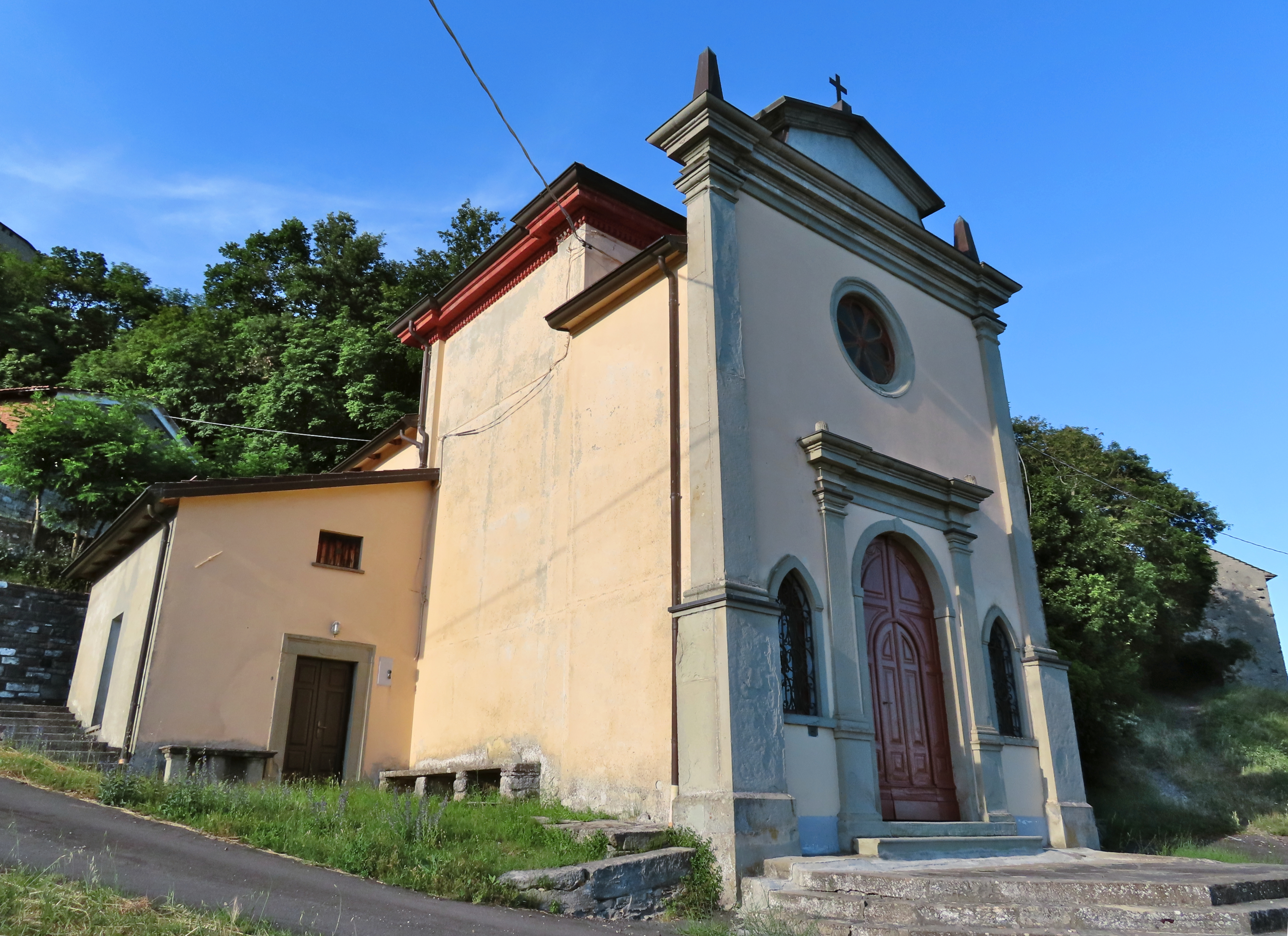
Oratorio della Beata Vergine di Pompei

Edificato in forme neoclassiche e neogotiche tra il 1891 e il 1893 su progetto del capomastro Domenico Branchi, l'oratorio fu restaurato nel 1995. Il luogo di culto, caratterizzato dalla facciata rettangolare intonacata coronata da un frontone mistilineo in pietra, è internamente decorato con lesene doriche sulle pareti, stucchi sulla cupola della navata e affreschi a cassettoni sulla volta a botte del presbiterio.

## Edifici religiosi nelle frazioni

### Chiesa di San Michele Arcangelo di Gravago

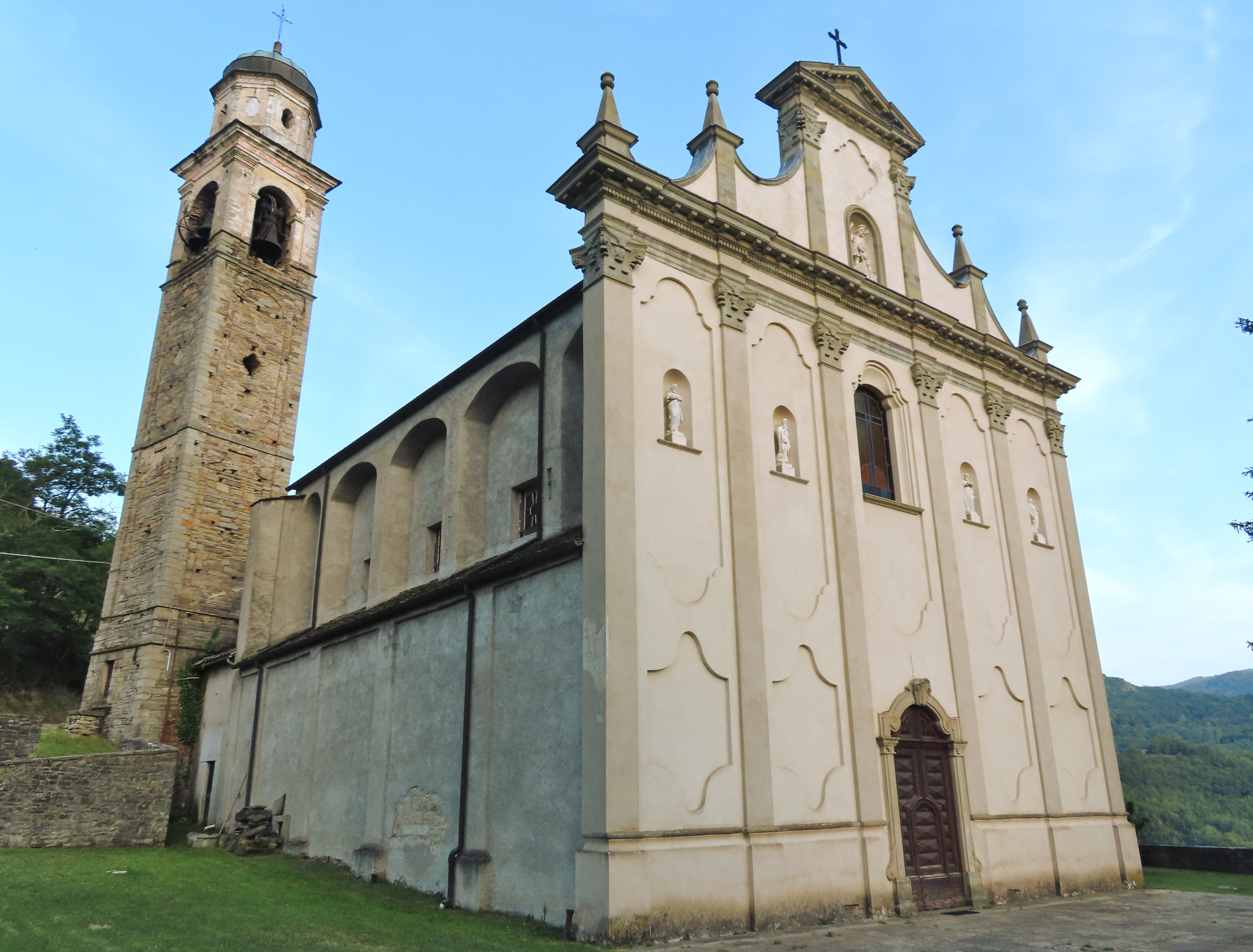
Chiesa di San Michele Arcangelo

Edificata a Monastero di Gravago nella seconda metà del XVII secolo sul luogo di un antico monastero benedettino risalente al VI secolo, la chiesa barocca fu successivamente ampliata a più riprese fino al 1718; arricchita della facciata, del campanile e delle sei cappelle laterali entro il 1774, fu ristrutturata nel 1902, modificando il prospetto principale con alcune aggiunte neobarocche; restaurata nel 2005, fu chiusa al culto nel 2012, a causa di un grave dissesto idrogeologico riguardante la zona absidale.

### Chiesa dei Santi Vito, Modesto e Crescenzia di Pieve di Gravago

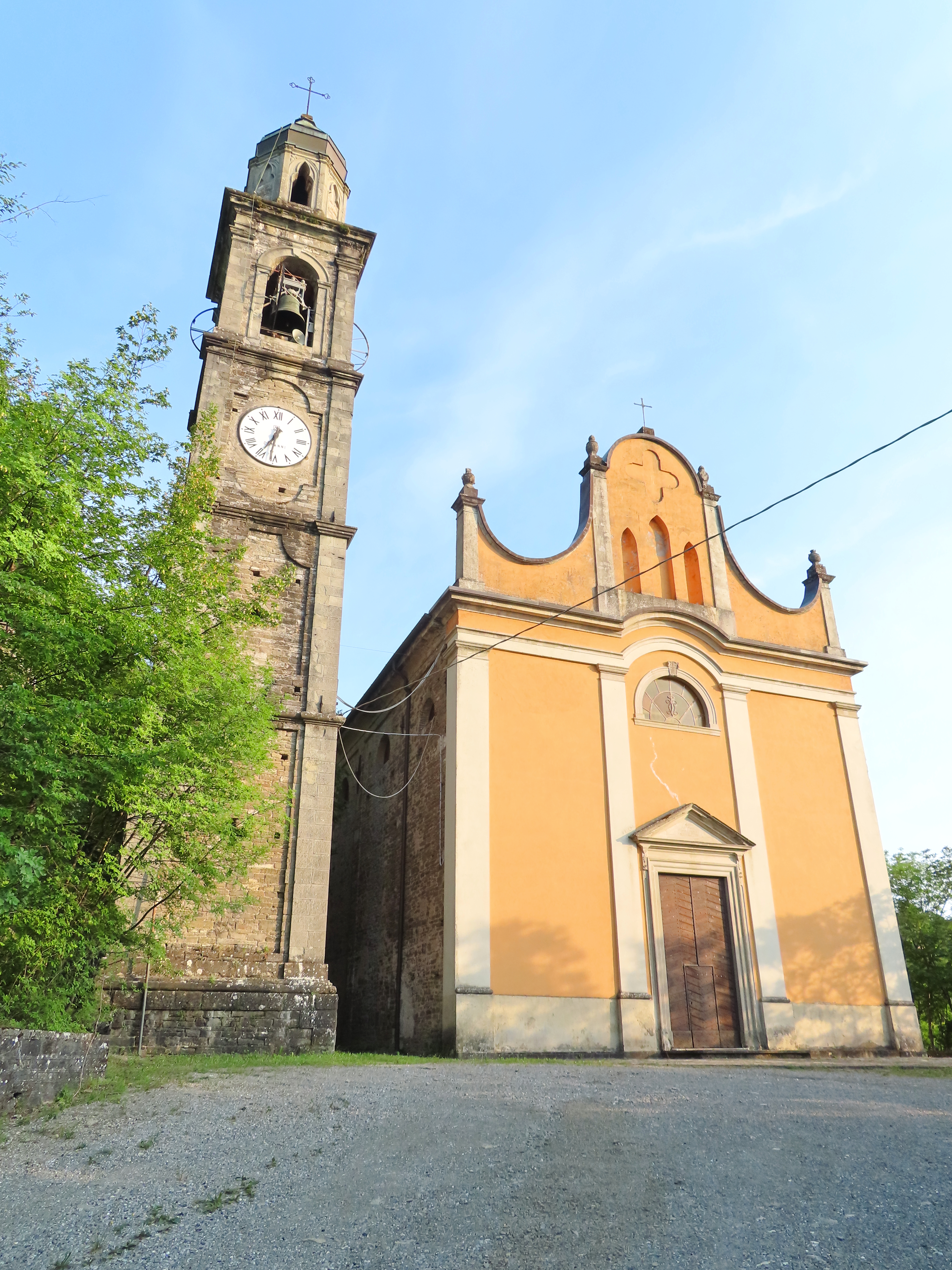
Chiesa dei Santi Vito Modesto e Crescenzia

Edificata a Pieve di Gravago tra il 1860 e il 1863 sui resti dell'antica pieve risalente al X secolo, la chiesa neoclassica e neobarocca fu affiancata dal campanile nel 1878; nel corso del XX secolo fu internamente restaurata e decorata con gli affreschi realizzati dal pittore pontremolese Tiziano Triani; conserva un imponente altare maggiore risalente al 1656.

### Chiesa di Santa Maria Assunta di Casanova

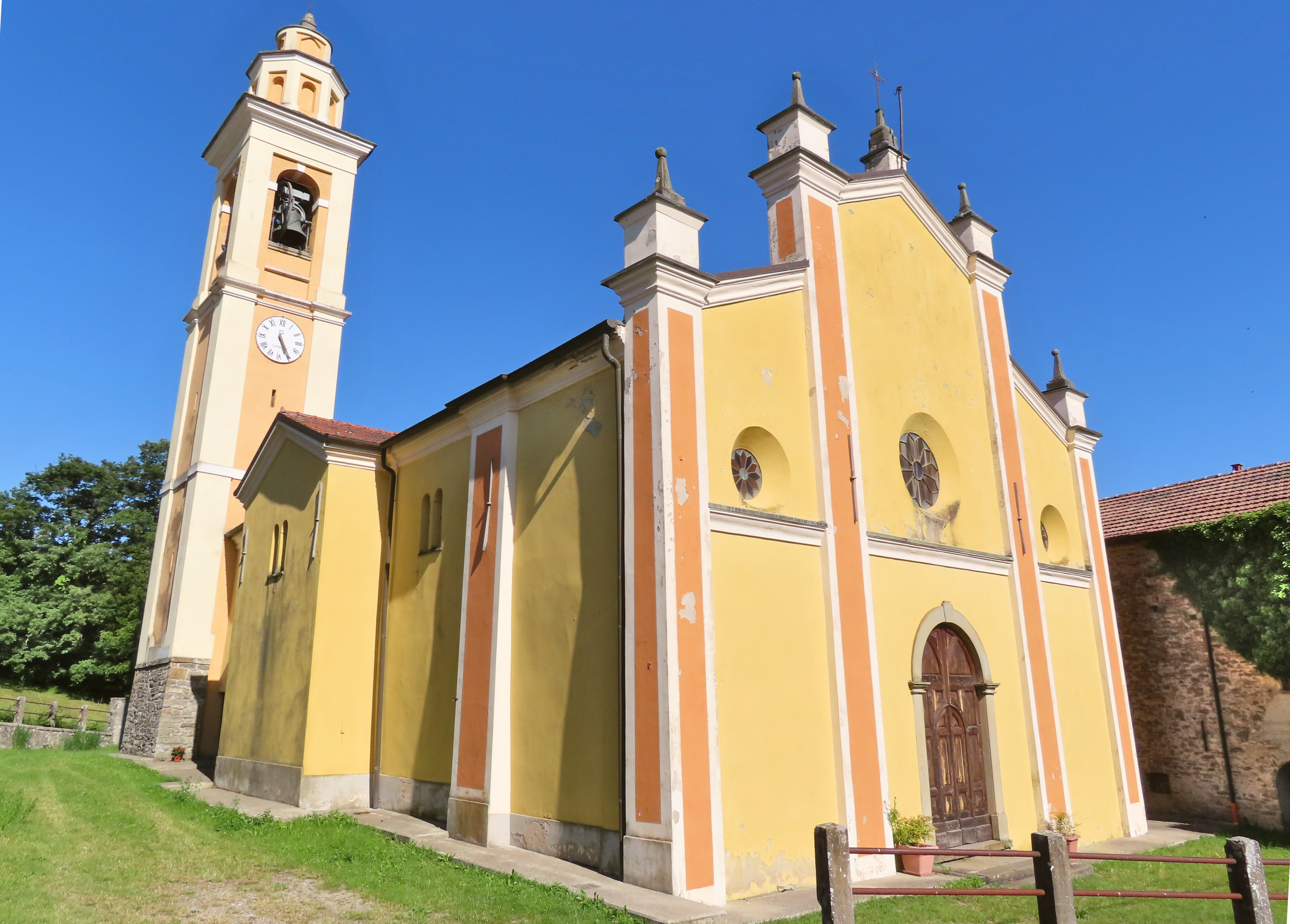
Chiesa di Santa Maria Assunta

Menzionata per la prima volta nell'898, la pieve originaria di Casanova fu ricostruita in stile romanico entro il XII secolo e arricchita di un esonartece nel XIII secolo; risistemata e allungata nel XVII secolo, fu profondamente ristrutturata in stile tardo-barocco tra il 1777 e il 1779; dotata di una nuova facciata neogotica nel 1891, fu completamente restaurata nel 1996, riportando alla luce le fondazioni dei due templi medievali. La chiesa, sviluppata su un impianto a tre navate con sei cappelle, è decorata internamente con stucchi rococò e affreschi e conserva varie opere di pregio, tra cui un'antichissima grande vasca battesimale in arenaria, vari arredi in legno intagliato e la pala raffigurante l'Assunzione, eseguita da Giovan Battista Trotti agli inizi del XVII secolo.

### Oratorio di San Martino di Rugarlo

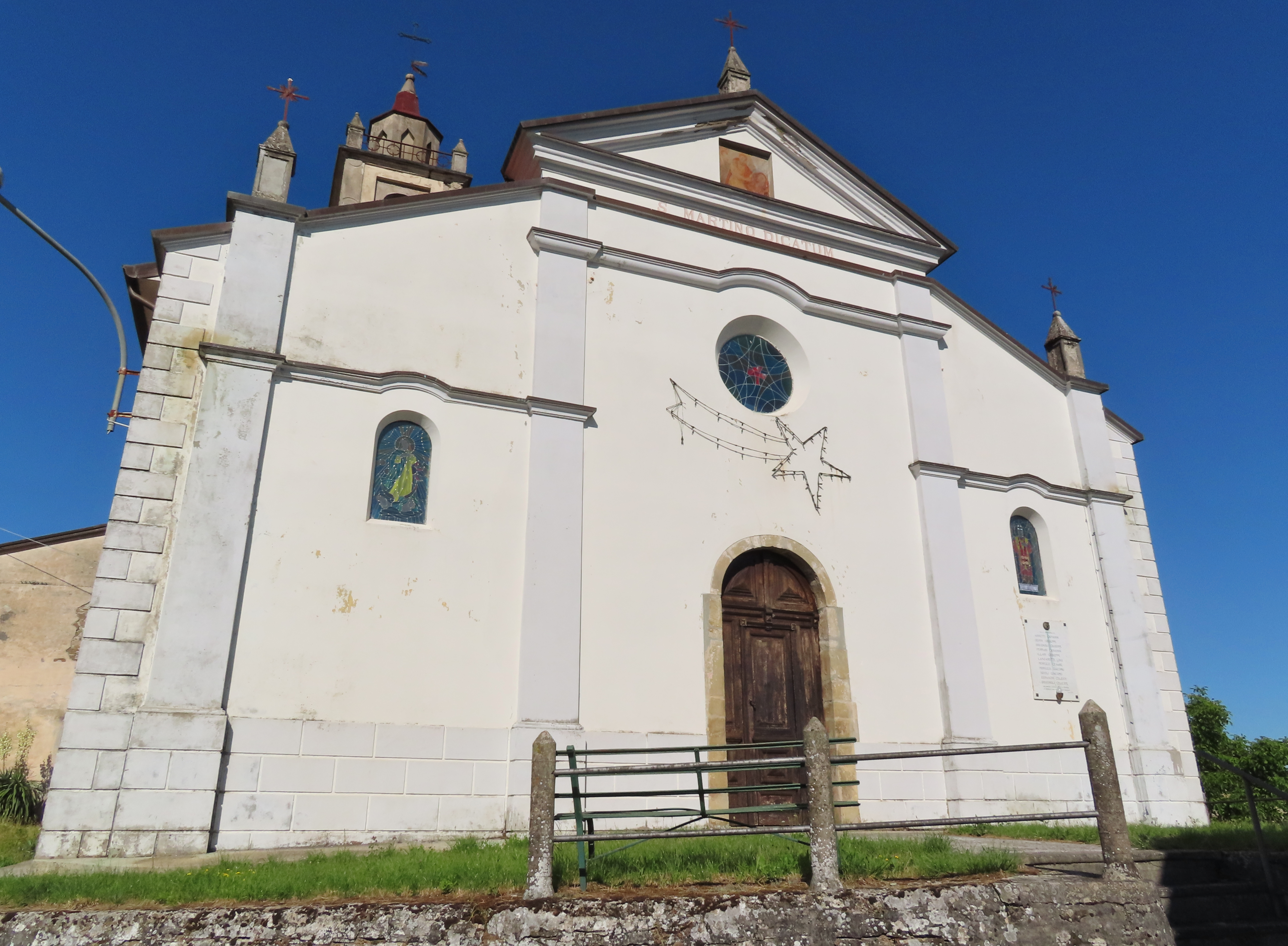
Oratorio di San Martino

Menzionato per la prima volta nel 1167, l'oratorio di Rugarlo fu ricostruito in forme neoclassiche alla fine del XVIII secolo e unito alla chiesa di San Lorenzo di Chiesabianca per costituire un'unica parrocchia. Il luogo di culto, caratterizzato dalla facciata a salienti scandita da lesene, si sviluppa su un impianto a tre navate, scandite da tre ampie arcate a sesto ribassato rette da pilastri.

### Oratorio di San Lorenzo di Chiesabianca

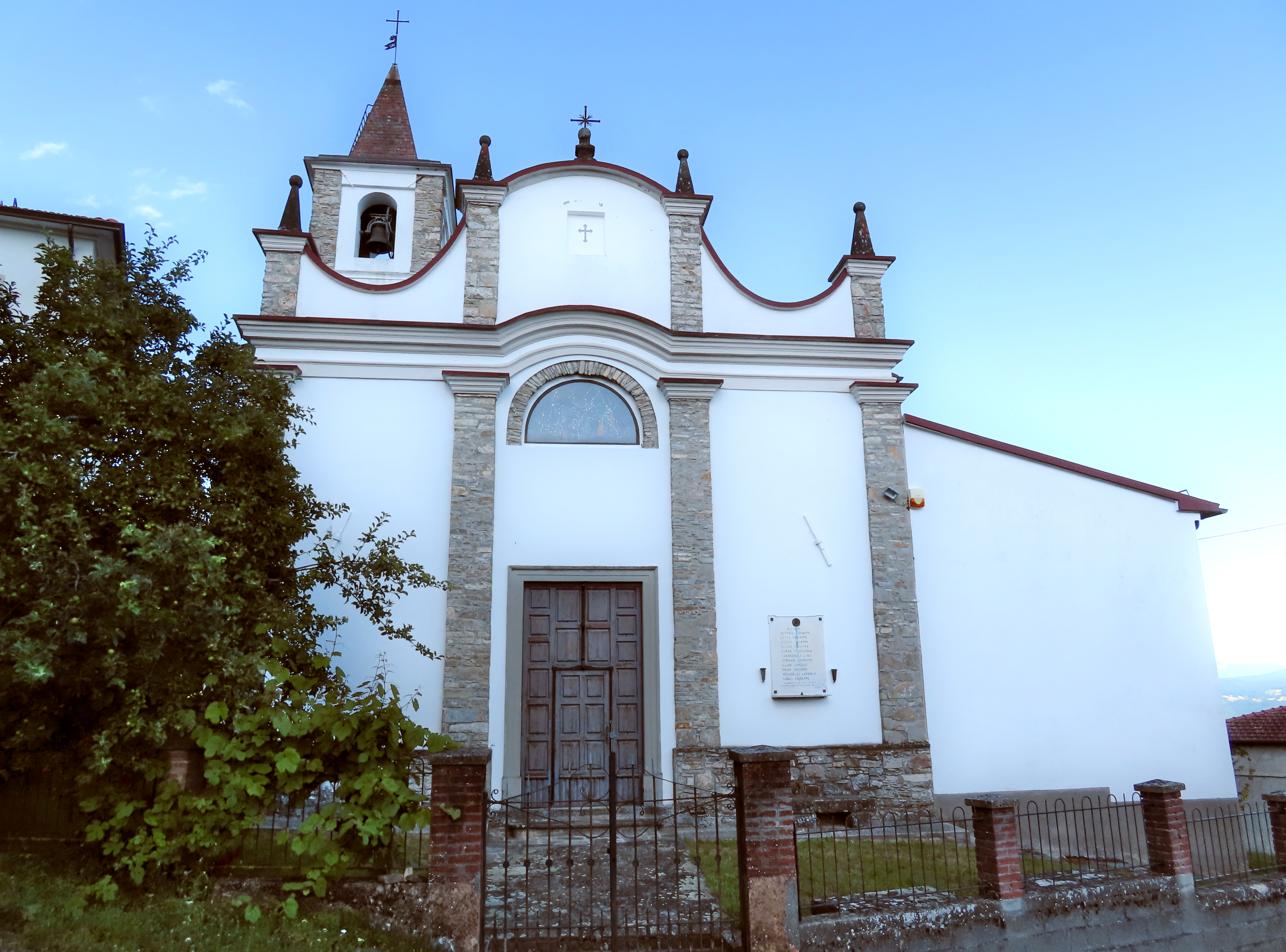
Oratorio di San Lorenzo

Menzionato per la prima volta nell'XI secolo, l'oratorio di Chiesabianca fu ampliato presumibilmente entro il XIV secolo; ristrutturato in seguito in forme barocche, fu dotato del campanile nel XIX secolo; risistemato nelle coperture e nella torre campanaria tra il 1958 e il 1961, fu consolidato strutturalmente nel 1981. Il luogo di culto, caratterizzato dalla facciata intonacata tripartita da un doppio ordine di lesene doriche, è affiancato da tre cappelle per lato.

### Chiesa di Santa Maria Assunta di Pione

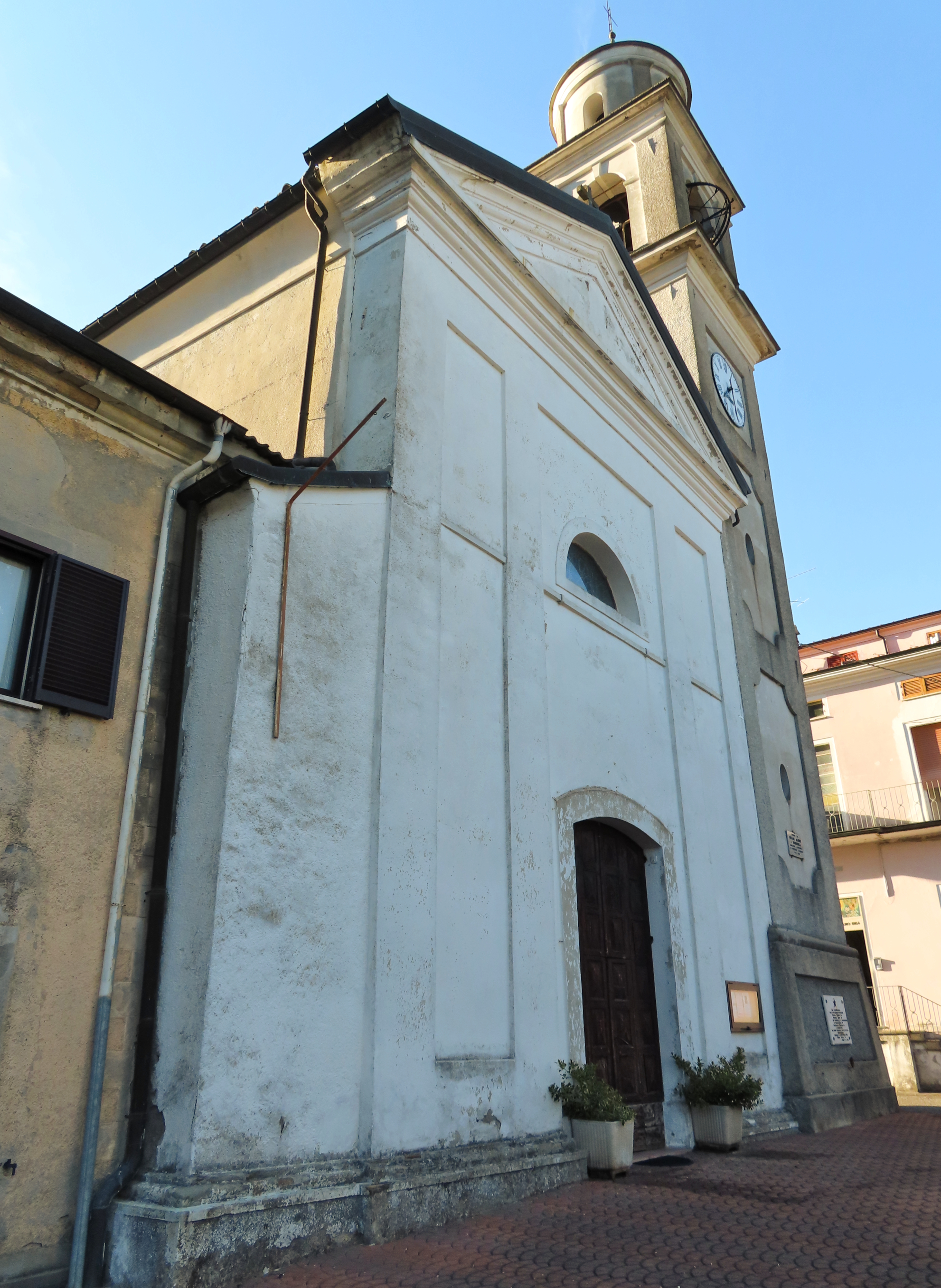
Chiesa di Santa Maria Assunta

Edificata originariamente forse in epoca alto-medievale, la pieve di Pione fu demolita agli inizi del XIX secolo e ricostruita tra il 1809 e il 1826 in forme neoclassiche; restaurata nel 1931, fu risistemata tra il 1965 e il 1966. Il luogo di culto, decorato internamente con lesene doriche, stucchi eseguiti da Gian Battista Giani tra il 1811 e il 1813 e affreschi dipinti da Ugo Lagasi nel XX secolo, accoglie un coro ligneo intagliato del XVII secolo e la pala d'altare dell'Addolorata con il Cristo morto, realizzata da Robert De Longe.

### Santuario della Beata Vergine di Loreto di Pione
Edificato nel 1805, il santuario di Pione fu ampliato nel 1848 e nel 1886. Il luogo di culto in pietra, preceduto da un grande portico, è internamente decorato con paraste doriche e affreschi sulle volte a crociera.

### Chiesa di Sant'Ilario di Faggio di Pione
Menzionata per la prima volta nel 1566, la chiesa di Faggio di Pione fu quasi completamente ricostruita in epoca imprecisata, secondo alcuni studi verso il 1840 ma forse già nella seconda metà del XVIII secolo; affiancata dal campanile nel 1890, fu consacrata nel 1906 e restaurata nel 1978. Il luogo di culto, caratterizzato dalla facciata barocca, conserva alcuni dipinti di pregio, tra cui un Padre Eterno che appare ai santi Rocco e Ilario risalente alla fine del XVII secolo e altre opere settecentesche.

### Chiesa della Beata Vergine Annunciata di Boccolo de' Tassi

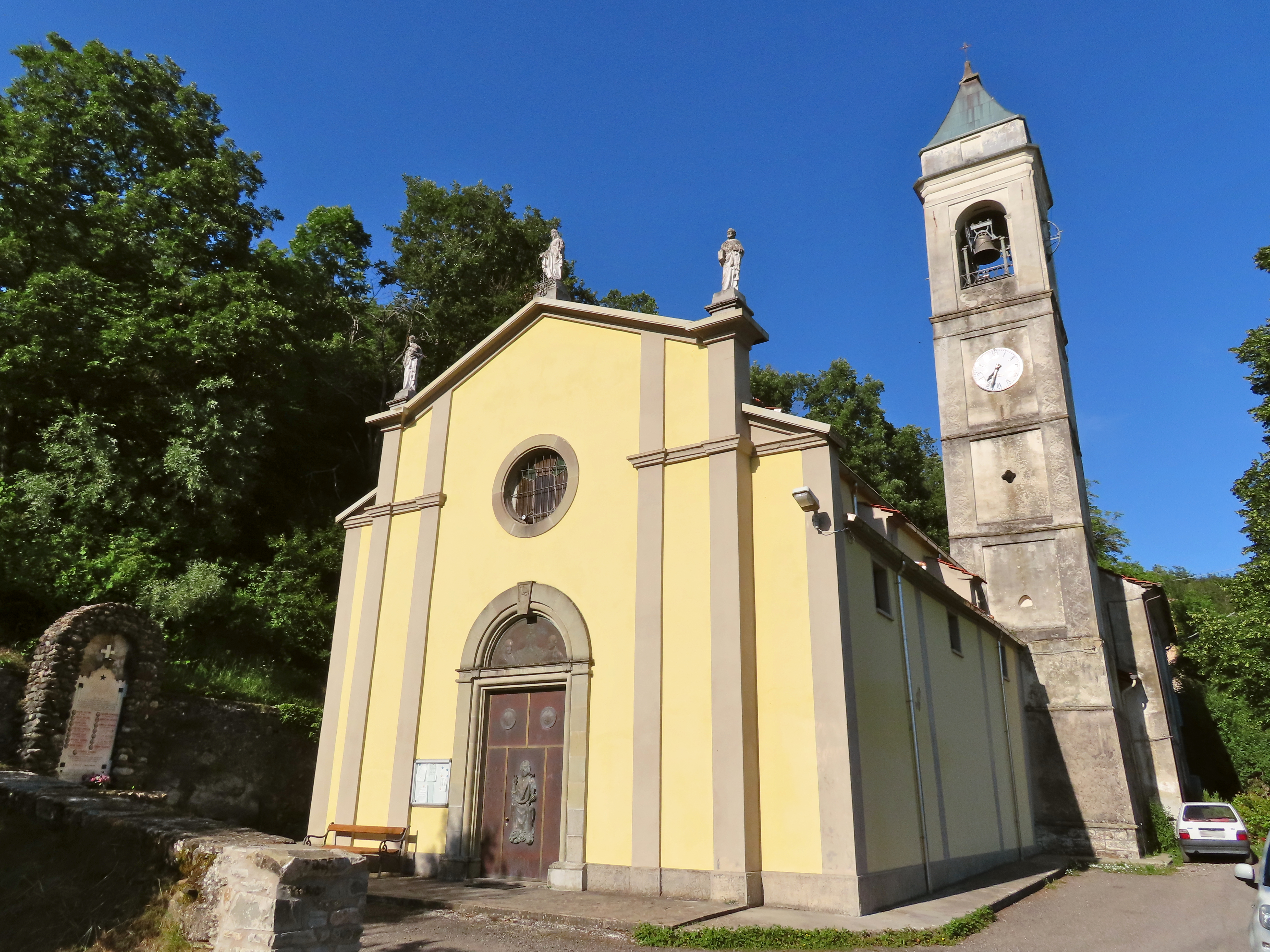
Chiesa della Beata Vergine Annunciata

A lungo unita alla chiesa di San Michele Arcangelo di Grezzo, la cappella originaria di Boccolo de' Tassi, dedicata a san Pietro, fu elevata a sede parrocchiale autonoma nel 1565; ricostruita nel XVII secolo, la chiesa fu ristrutturata in forme neoclassiche nel XIX secolo; riconsacrata nel 1900 alla beata Vergine Annunciata, fu affiancata dalla sagrestia nel 1913. Il luogo di culto, decorato internamente con lesene e affreschi sulla volta a botte lunettata, accoglie sei cappelle laterali.

### Chiesa di San Michele Arcangelo di Grezzo

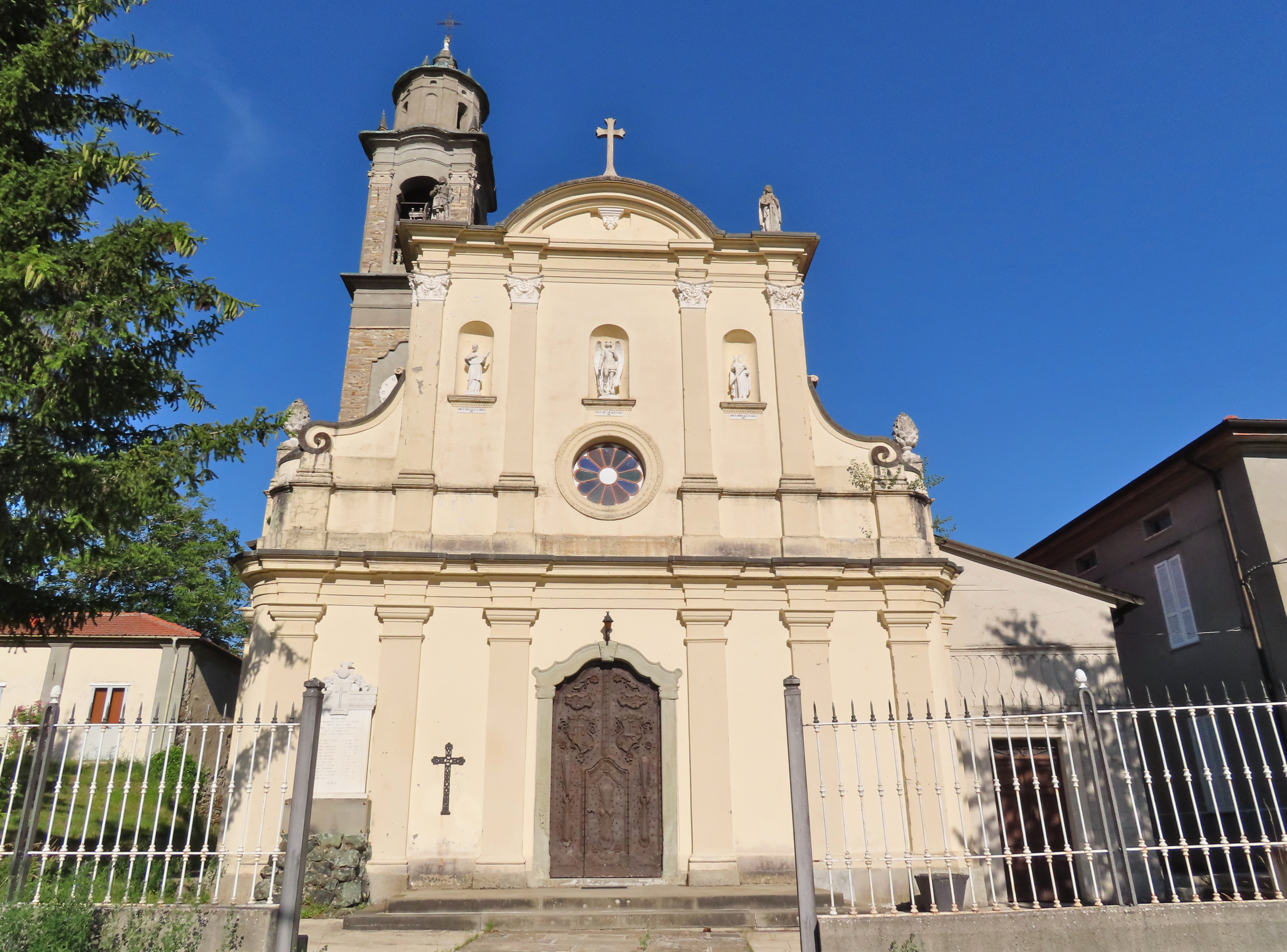
Chiesa di San Michele Arcangelo

Menzionata per la prima volta nel 905, la chiesa di Grezzo, dedicata a san Michele Arcangelo, fu ricostruita probabilmente nel XVII secolo; modificata e ornata nella seconda metà del XVIII secolo, fu arricchita del campanile tra il 1779 e il 1790; consacrata negli ultimi anni del XIX secolo, fu sopraelevata nel 1925. Il luogo di culto, caratterizzato dalla facciata barocca, è decorato internamente con lesene corinzie, stucchi settecenteschi e affreschi nella navata e nelle sei cappelle laterali.

### Oratorio di San Rocco di Grezzo

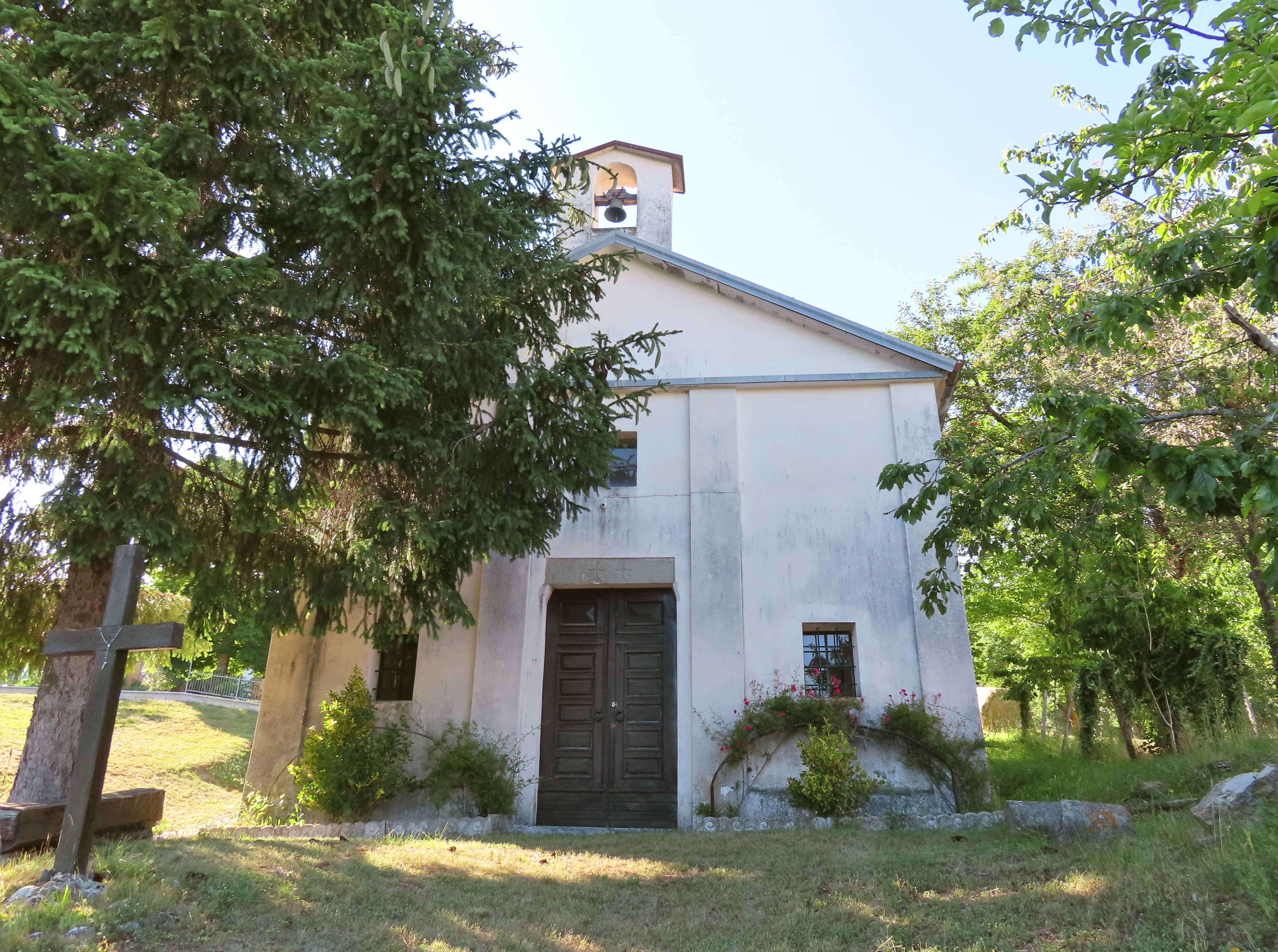
Oratorio di San Rocco

Edificato nel 1630 in stile barocco, l'oratorio di Grezzo, restaurato nel 1769, fu ristrutturato in forme neoclassiche nel 1801. Il piccolo edificio, interamente intonacato, è caratterizzato dalla facciata scandita da lesene e coronata da un frontone triangolare.

### Chiesa di San Bartolomeo Apostolo di Caberra di Costageminiana

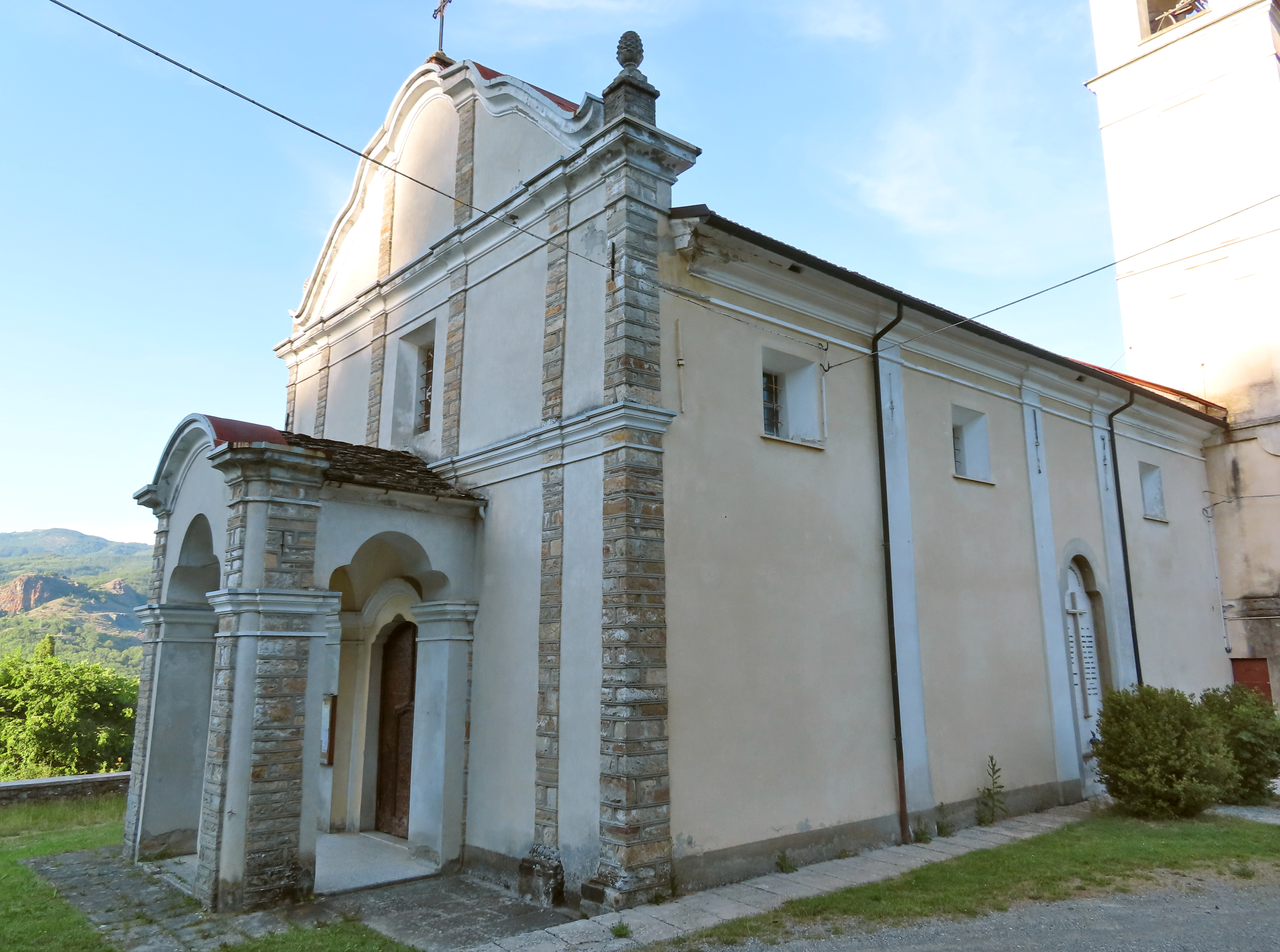
Chiesa di San Bartolomeo Apostolo

Edificata in stile barocco tra il 1726 e il 1744 sul luogo di una precedente cappella romanica, la chiesa di Caberra di Costageminiana fu completata nel 1846 con la costruzione del campanile; al suo interno, riccamente decorato con stucchi e affreschi, il tempio conserva alcune pale settecentesche attribuite ad Antonio Maria Peracchi.

### Oratorio della Santissima Annunziata di Caberra di Costageminiana

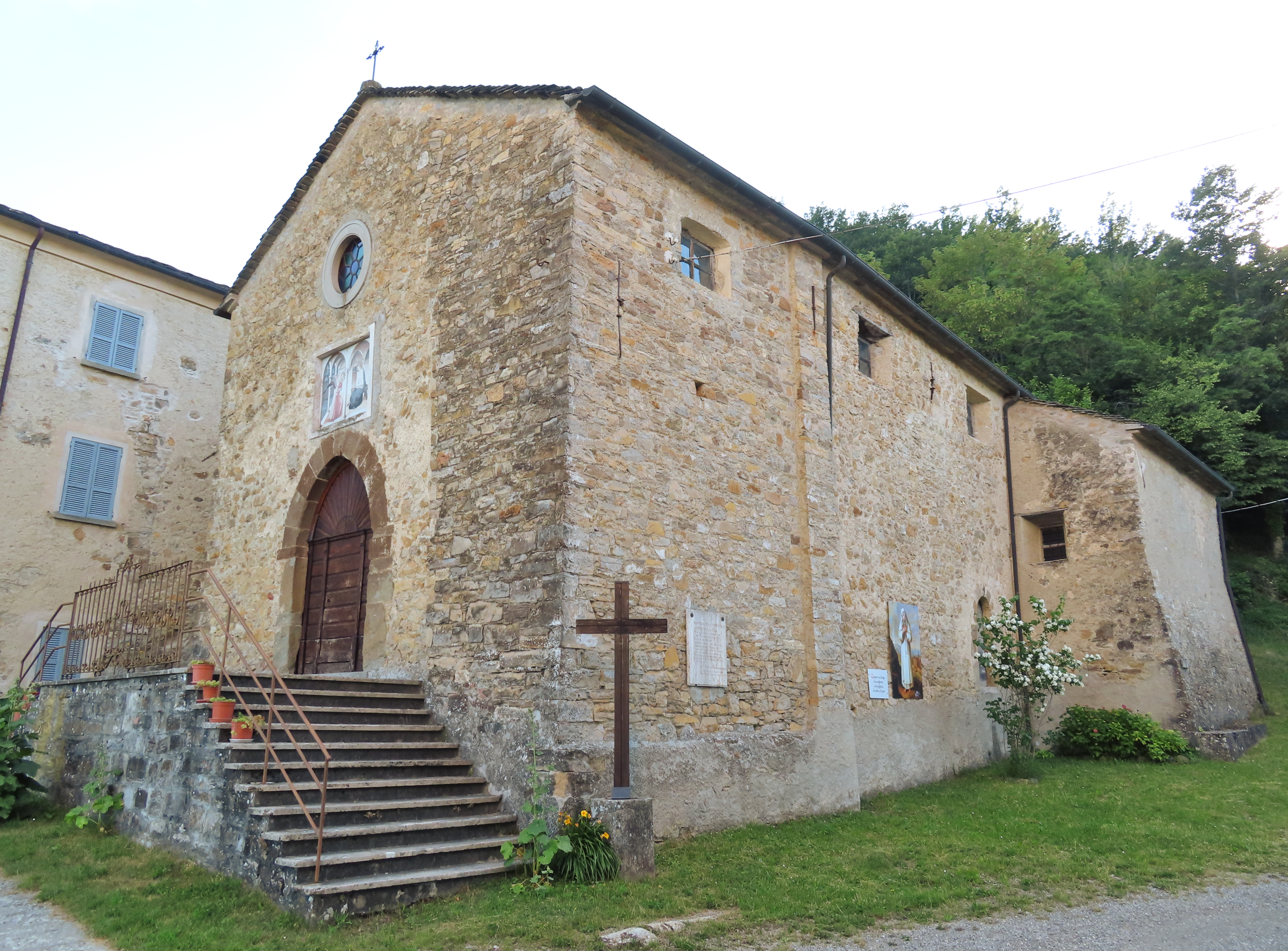
Oratorio della Santissima Annunziata

Edificato in stile tardo-romanico tra il 1525 e il 1531 per volere della mistica Margherita Antoniazzi, su sostegno del conte di Bardi Agostino Landi, l'oratorio di Caberra di Costageminiana fu affiancato fin dall'origine dal monastero femminile delle margheritine, chiuso nel 1599; il piccolo tempio rustico conserva alcune tracce degli antichi affreschi e le spoglie della venerabile.

### Chiesa di Santa Giustina di Santa Giustina

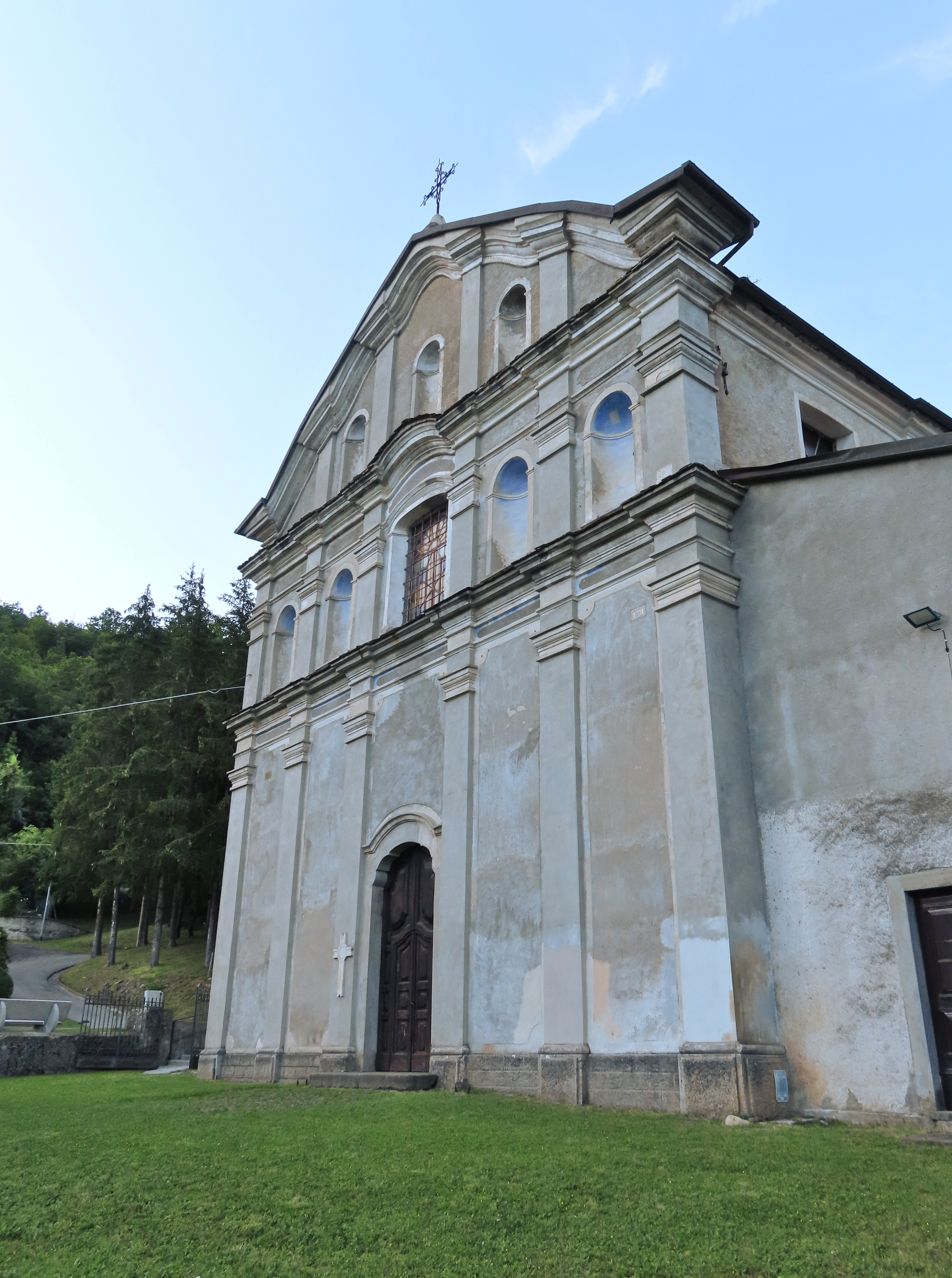
Chiesa di Santa Giustina

Menzionata per la prima volta nel 1352, la chiesa medievale di Santa Giustina fu ricostruita in forme barocche tra il 1782 e il 1785. Il luogo di culto, caratterizzato dalla monumentale facciata su tre ordini, è internamente decorato con lesene doriche e affreschi nella navata e nelle sei cappelle laterali; l'edificio conserva varie opere di pregio, tra cui il pulpito, il coro e un credenzone in legno intagliato realizzati nel 1780 da Romolo Campanini per il monastero di San Francesco di Bardi, soppresso nel 1805.

### Chiesa di San Lorenzo Martire di Credarola

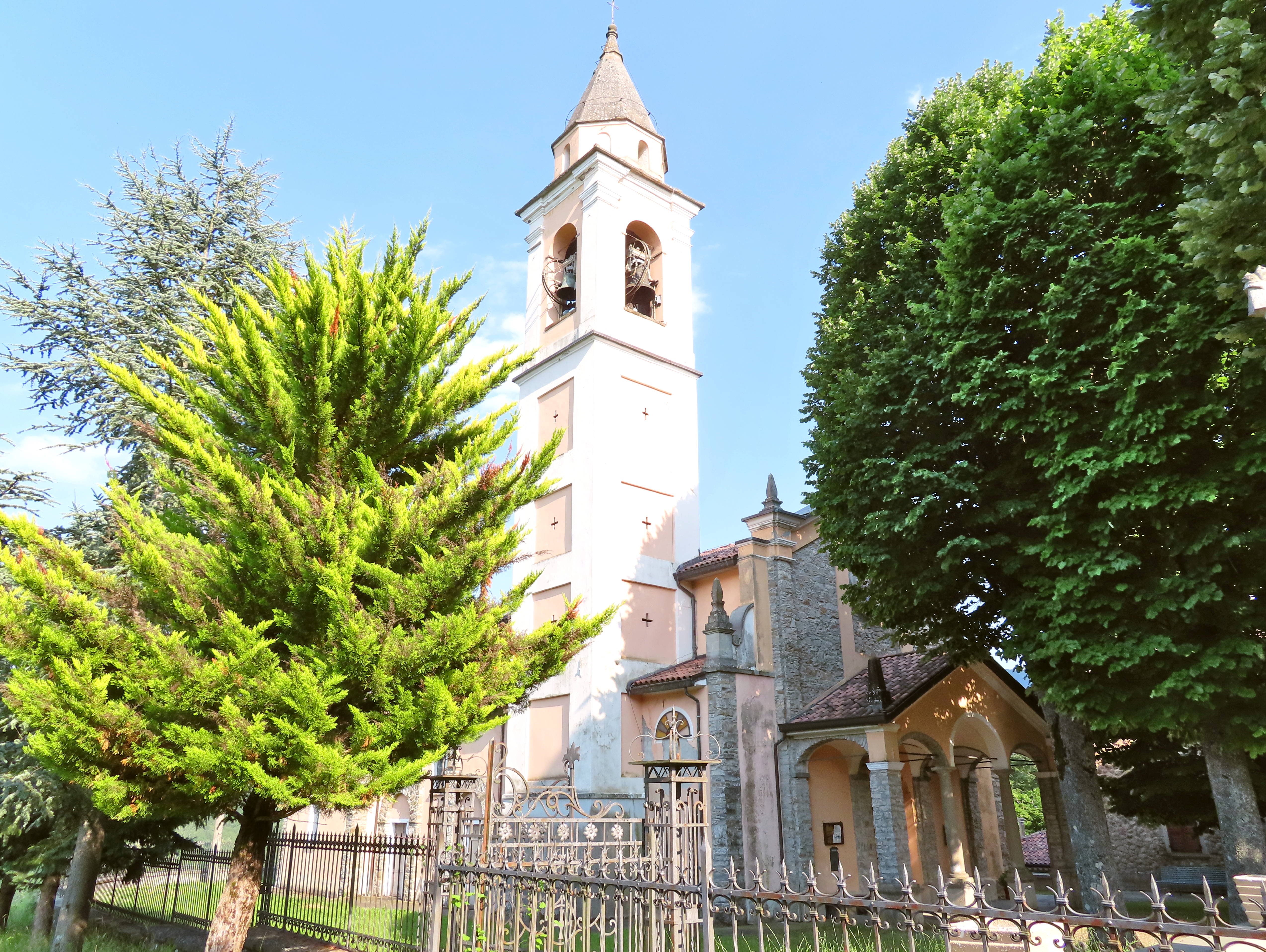
Chiesa di San Lorenzo Martire

Dipendente originariamente dal monastero di Sant'Ambrogio di Milano, la cappella di Credarola, menzionata per la prima volta nel 1188, era inizialmente dedicata a san Giorgio e soltanto nel XVIII fu ribattezzata a san Lorenzo Martire; ricostruita in forme neoclassiche nel XIX secolo, fu restaurata a più riprese tra il 1958 e il 1974, quando furono anche realizzate le decorazioni dell'aula. Il luogo di culto, caratterizzato dalla facciata a salienti preceduta da un esonartece a tre arcate, è internamente ornata con lesene doriche e affreschi sulle volte a botte della navata, del presbiterio absidato e delle cinque cappelle laterali; l'edificio conserva alcuni antichi dipinti e un credenzone ligneo intagliato nel 1777 probabilmente da Romolo Campanini.

### Oratorio di Santa Liberata di Lezzara

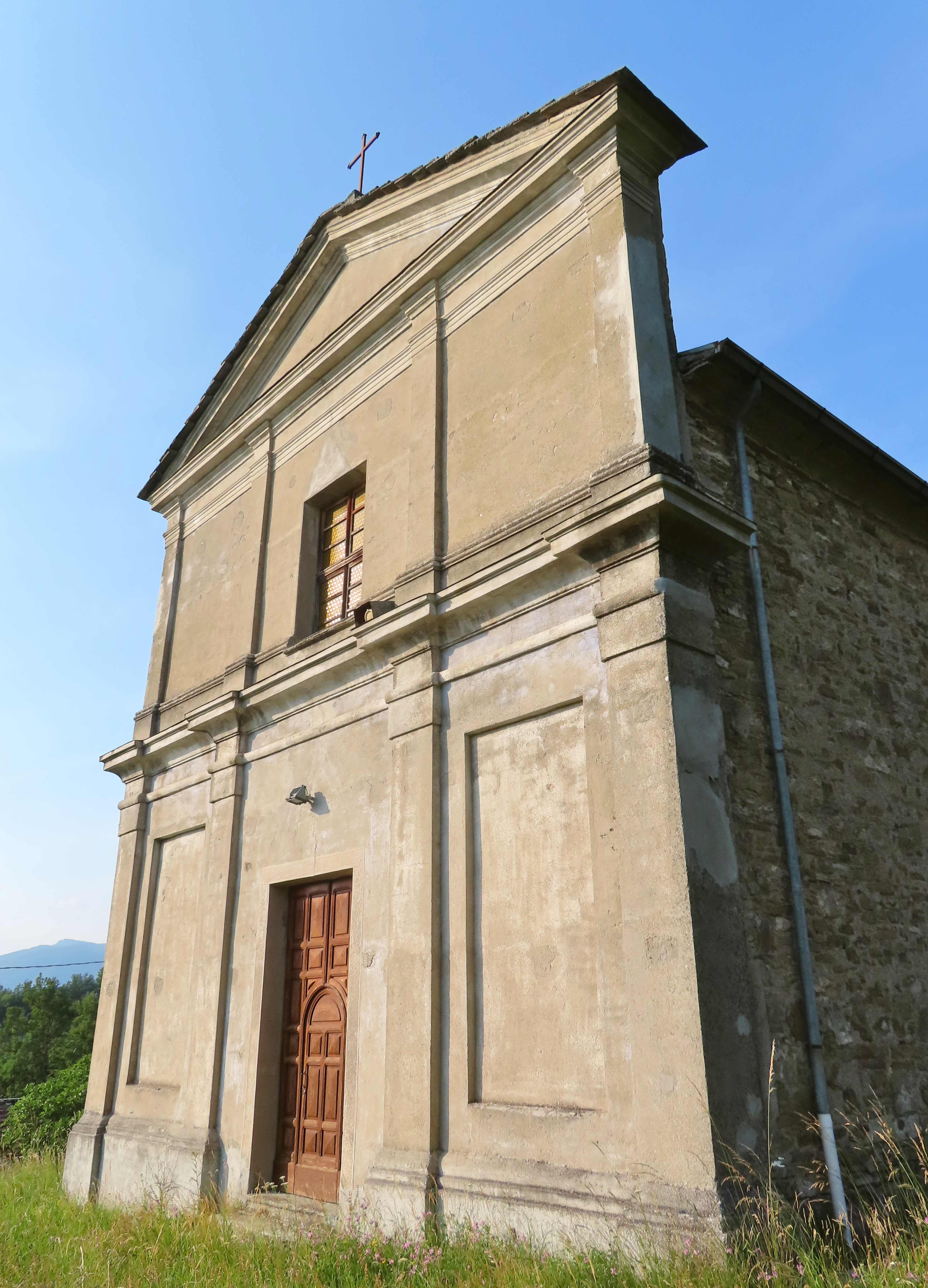
Oratorio di Santa Liberata

Edificato in forme neoclassiche probabilmente nel XVIII secolo, l'oratorio di Lezzara fu risistemato negli interni nel 1933 col rifacimento della pavimentazione. Il luogo di culto, caratterizzato dalla facciata elevata su un doppio ordine di lesene a sostegno del frontone triangolare di coronamento, è internamente decorato con paraste doriche e affreschi sulle volte a botte della navata, del presbiterio absidato e delle quattro cappelle laterali.

### Chiesa dei Santi Giustina e Giovanni Battista di Campello

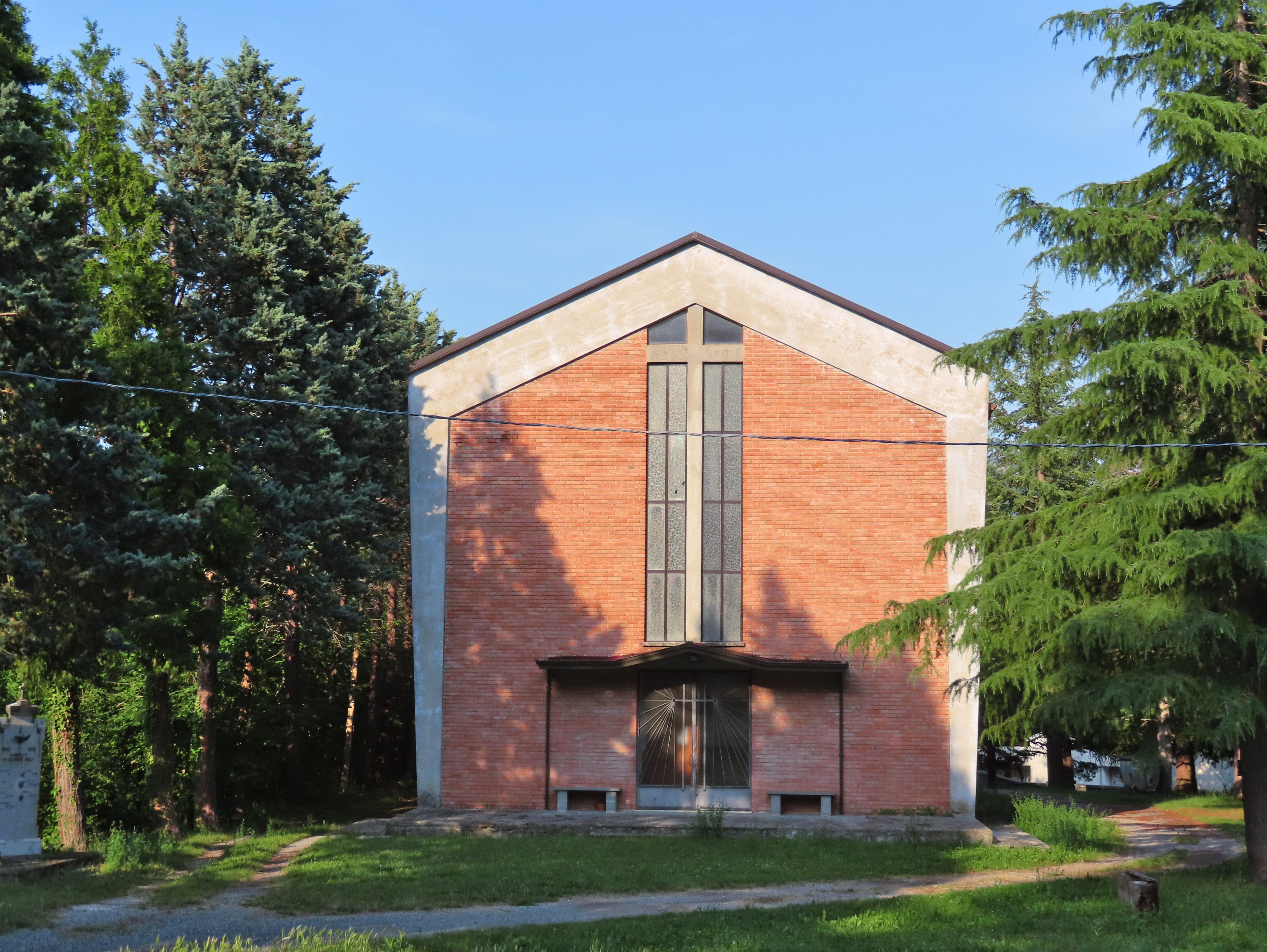
Chiesa dei Santi Giustina e Giovanni Battista

Edificata originariamente nel XIV secolo, la chiesa di Campello fu ricostruita intorno alla metà del XVIII e ancora agli inizi del XIX; nuovamente demolita, fu interamente riedificata in forme moderne nel 1963. Il luogo di culto presenta una simmetrica facciata a capanna in laterizio delimitata da pilastri in calcestruzzo armato, con ingresso centrale coperto da un protiro metallico; all'interno la navata, coperta da un soffitto a due falde scandito da travi reticolari, è rivestita in mattoni a vista; il presbiterio accoglie l'altare maggiore a mensa in marmo di Carrara e l'ambone in pietra grigia.

### Chiesa di Sant'Ambrogio di Sidolo

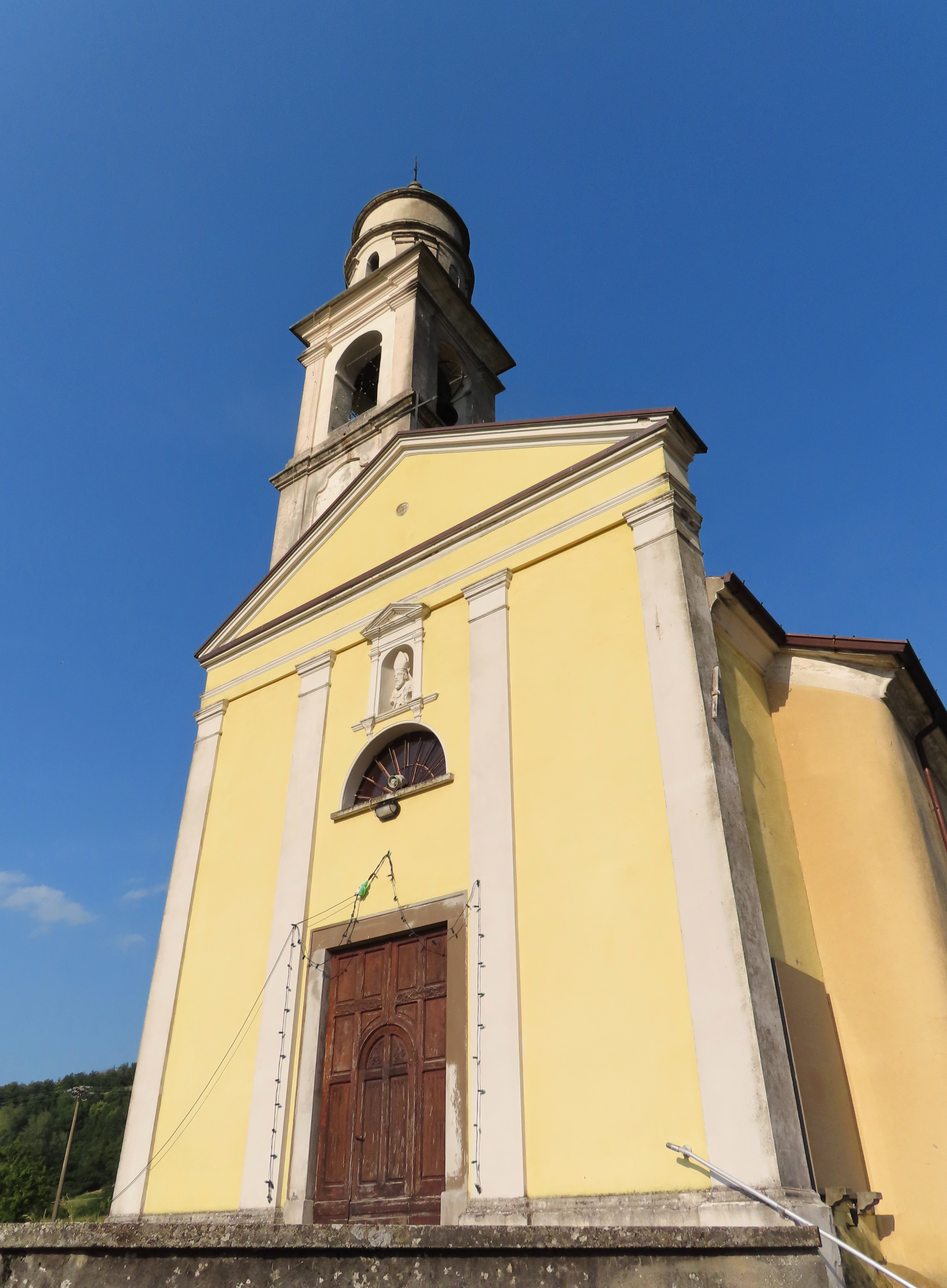
Chiesa di Sant'Ambrogio

Edificata originariamente entro il IX secolo, la chiesa di Sidolo fu ricostruita più volte nei secoli, a partire dal 1185; ristrutturata in stile neoclassico a partire dal 1854, fu riconsacrata dal vescovo di Piacenza Giovanni Battista Scalabrini al termine dei lavori il 30 giugno del 1900; al suo interno, riccamente decorato con affreschi a soggetto religioso, sono ospitate le statue raffiguranti Sant'Ambrogio, la Madonna e San Giuseppe col Bambino.

### Chiesa di San Girolamo di Comune Stradella

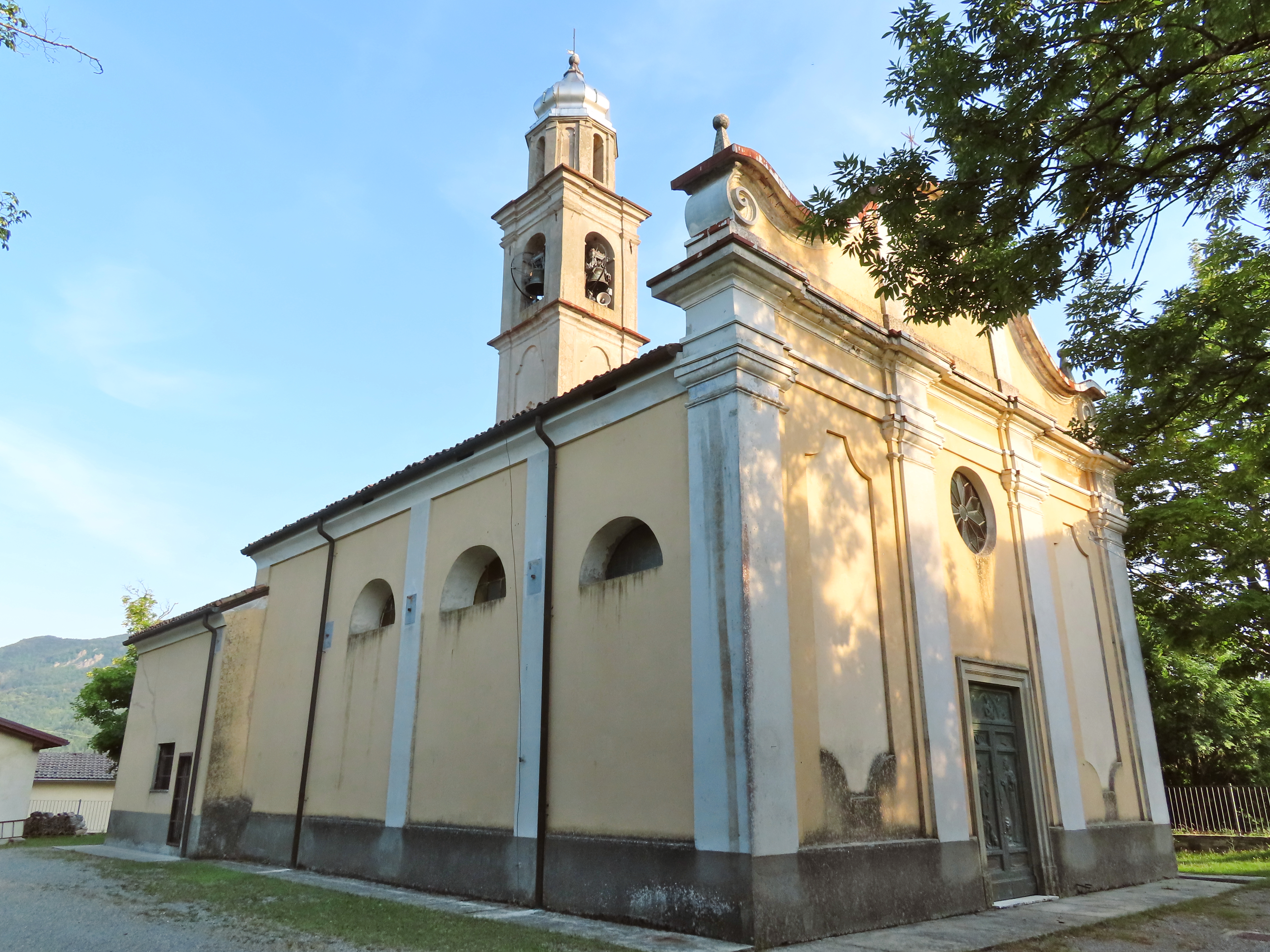
Chiesa di San Girolamo

Menzionata per la prima volta nel XIII secolo, la chiesa di Comune Stradella fu ristrutturata in forme barocche in epoca imprecisata; consacrata nel 1900, fu restaurata e decorata nel 1993. Il luogo di culto, caratterizzato dalla facciata intonacata tripartita da lesene doriche, è internamente decorato affreschi sulle volte a botte della navata, del presbiterio e delle quattro cappelle laterali.

## Edifici di culto minori
- Oratorio di Sant'Andrea a Gazzo

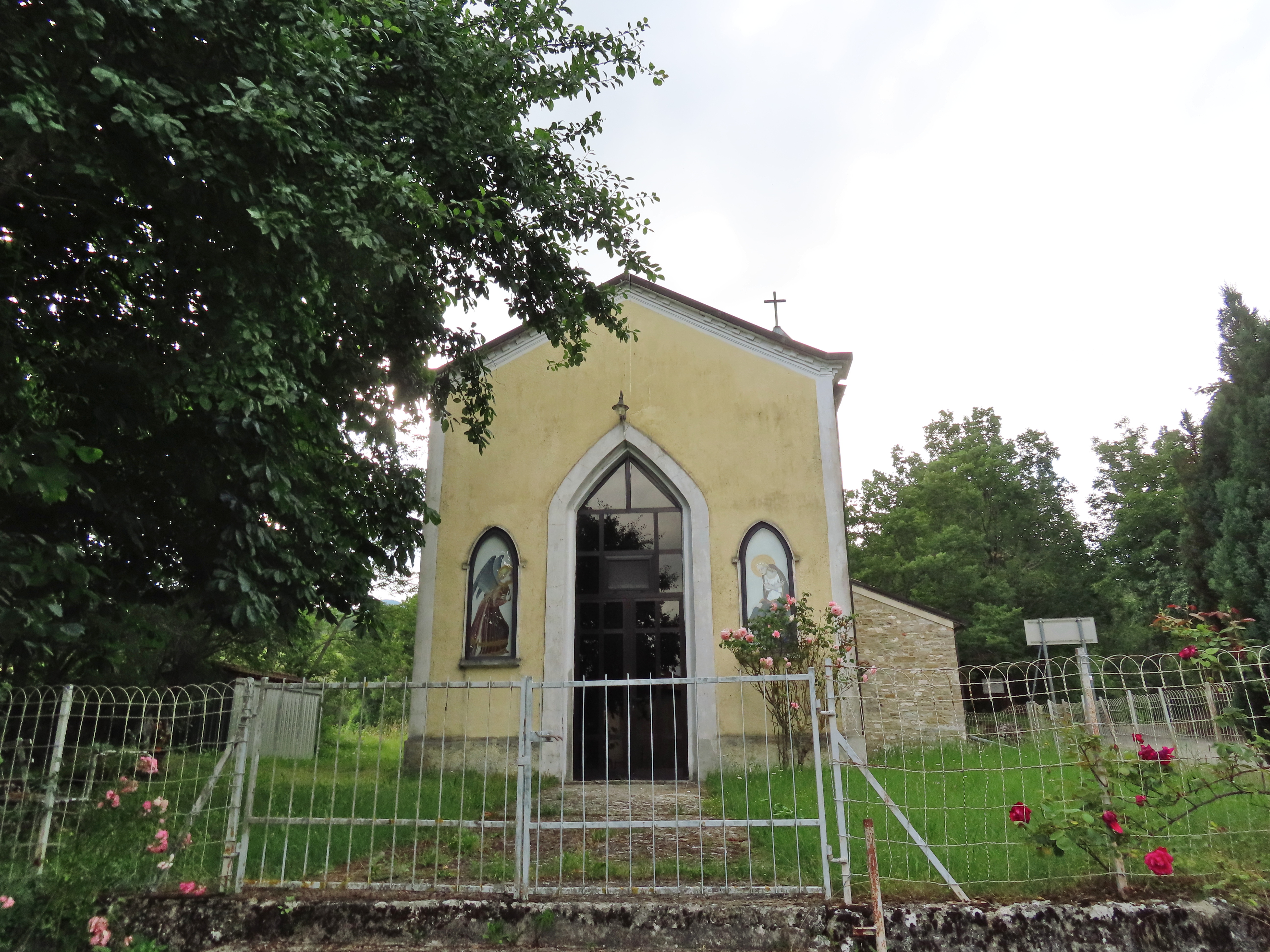
Oratorio di Sant'Andrea a Gazzo

- Oratorio della Beata Vergine di Caravaggio a Boccolo de' Tassi
- Oratorio della Madonna Immacolata a Costa
- Santuario della Beata Vergine della Misericordia a Rondinara
- Oratorio della Madonna Immacolata a Madonna del Monte
- Oratorio di San Giuseppe Patriarca a Pieve Dugara
- Oratorio dell'Angelo Custode a Osacca
- Oratorio della Beata Vergine di Caravaggio a Vischeto
- Oratorio della Beata Vergine della Neve a Frassineto
- Oratorio della Beata Vergine delle Grazie a Roncole
- Oratorio della Beata Vergine di Caravaggio a Granere
- Oratorio di San Rocco a Tiglio